# Liste der Biografien/Maso
Liste der Biografien |
Portal Biografien |
Personensuche
# |
A |
B |
C |
D |
E |
F |
G |
H |
I |
J |
K |
L |
M |
N |
O |
P |
Q |
R |
S |
T |
U |
V |
W |
X |
Y |
Z |
?
 
Ma |
Mb |
Mc |
Md |
Me |
Mf |
Mg |
Mh |
Mi |
Mj |
Mk |
Ml |
Mm |
Mn |
Mo |
Mp |
Mq |
Mr |
Ms |
Mt |
Mu |
Mv |
Mw |
Mx |
My |
Mz
 
Maa |
Mab |
Mac |
Mad |
Mae |
Maf |
Mag |
Mah |
Mai |
Maj |
Mak |
Mal |
Mam |
Man |
Mao |
Map |
Maq |
Mar |
Mas |
Mat |
Mau |
Mav |
Maw |
Max |
May |
Maz
 
Masa |
Masb |
Masc |
Masd |
Mase |
Masg |
Mash |
Masi |
Masj |
Mask |
Masl |
Masm |
Masn |
Maso |
Masp |
Masq |
Masr |
Mass |
Mast |
Masu |
Masv |
Masw |
Masy |
Masz
Die Liste der Biografien führt alle Personen auf, die in der deutschsprachigen Wikipedia einen Artikel haben. Dieses ist eine Teilliste mit 178 Einträgen von Personen, deren Namen mit den Buchstaben „Maso“ beginnt.

## Maso
- Maso di Banco, italienischer Maler
- Masó i Valentí, Rafael (1880–1935), spanischer Architekt
- Masó, Bartolomé (1830–1907), kubanischer Freiheitskämpfer und Präsident in der Republik in Waffen
- Maso, Benjo (* 1944), niederländischer Soziologe

### Masoc
- Masocco, Maria Stella (* 1948), italienische Diskuswerferin und Kugelstoßerin

### Masoe
- Masoe, Chris (* 1979), neuseeländischer Rugby-Union-Spieler
- Masoe, Maselino (* 1966), neuseeländischer Boxer
- Masoe, Mika (* 1963), amerikanisch-samoanischer Boxer
- Masoero, Lucas (* 1995), argentinischer Fußballspieler

### Masol
- Masolini, Romina (* 1976), italienische Snowboarderin
- Masolino da Panicale (* 1383), italienischer MalerMasolino da Panicale (* 1383)

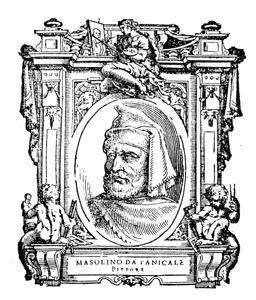
Masolino da Panicale (* 1383)

- Masoliver, Alexandre (1934–2019), spanischer Zisterziensermönch und Ordenshistoriker

### Masom
- Masomi, Sulaiman (* 1979), afghanisch-deutscher Autor, Rapper und Poetry-Slam-Interpret

### Mason
- Mason, US-amerikanische Pornoregisseurin
- Mason (* 1980), niederländischer DJ und Musikproduzent
- Mason, Abigail (* 1989), US-amerikanische Theater- und Filmschauspielerin sowie Musicaldarstellerin
- Mason, Agnes (1849–1941), britische anglikanische Ordensgründerin
- Mason, Alden (1919–2013), US-amerikanischer Maler
- Mason, Alfred Edward Woodley (1865–1948), britischer Romanautor
- Mason, Alice Trumbull (1904–1971), amerikanische Künstlerin und Schriftstellerin
- Mason, Anthony (1966–2015), US-amerikanischer Basketballspieler
- Mason, Armistead Thomson (1787–1819), US-amerikanischer Politiker
- Mason, Barbara (* 1947), US-amerikanische R&B- und Soul-Sängerin
- Mason, Barry (1935–2021), britischer Songschreiber
- Mason, Benedict (* 1954), britischer Komponist
- Mason, Biddy (1818–1891), US-amerikanische Sozialreformerin
- Mason, Bill (1929–1988), kanadischer Naturforscher und -schützer, Schriftsteller und Filmemacher
- Mason, Bobby (* 1936), englischer Fußballspieler
- Mason, Brian Harold (1917–2009), neuseeländischer Geowissenschaftler, Pionier der Meteoritenforschung
- Mason, Cameron (* 2000), britischer Radrennfahrer
- Mason, Charles (1728–1786), englischer Astronom
- Mason, Charles Norman (* 1955), US-amerikanischer Komponist und Musikpädagoge
- Mason, Charlotte (1842–1923), britische Erziehungs- und Bildungsphilosophin
- Mason, Charlotte (1854–1946), US-amerikanische Mäzenin
- Mason, Chris (* 1969), englischer Dartspieler
- Mason, Chris (* 1976), kanadischer Eishockeytorwart
- Mason, Chris (* 1991), britischer Schauspieler
- Mason, Connie (* 1937), US-amerikanische Schauspielerin
- Mason, Daniel (* 1976), US-amerikanischer Schriftsteller und Psychiater
- Mason, Daniel Gregory (1873–1953), US-amerikanischer Komponist
- Mason, Danielle (* 1983), neuseeländische Schauspielerin
- Mason, Dave (* 1946), britischer MusikerDave Mason (* 1946)

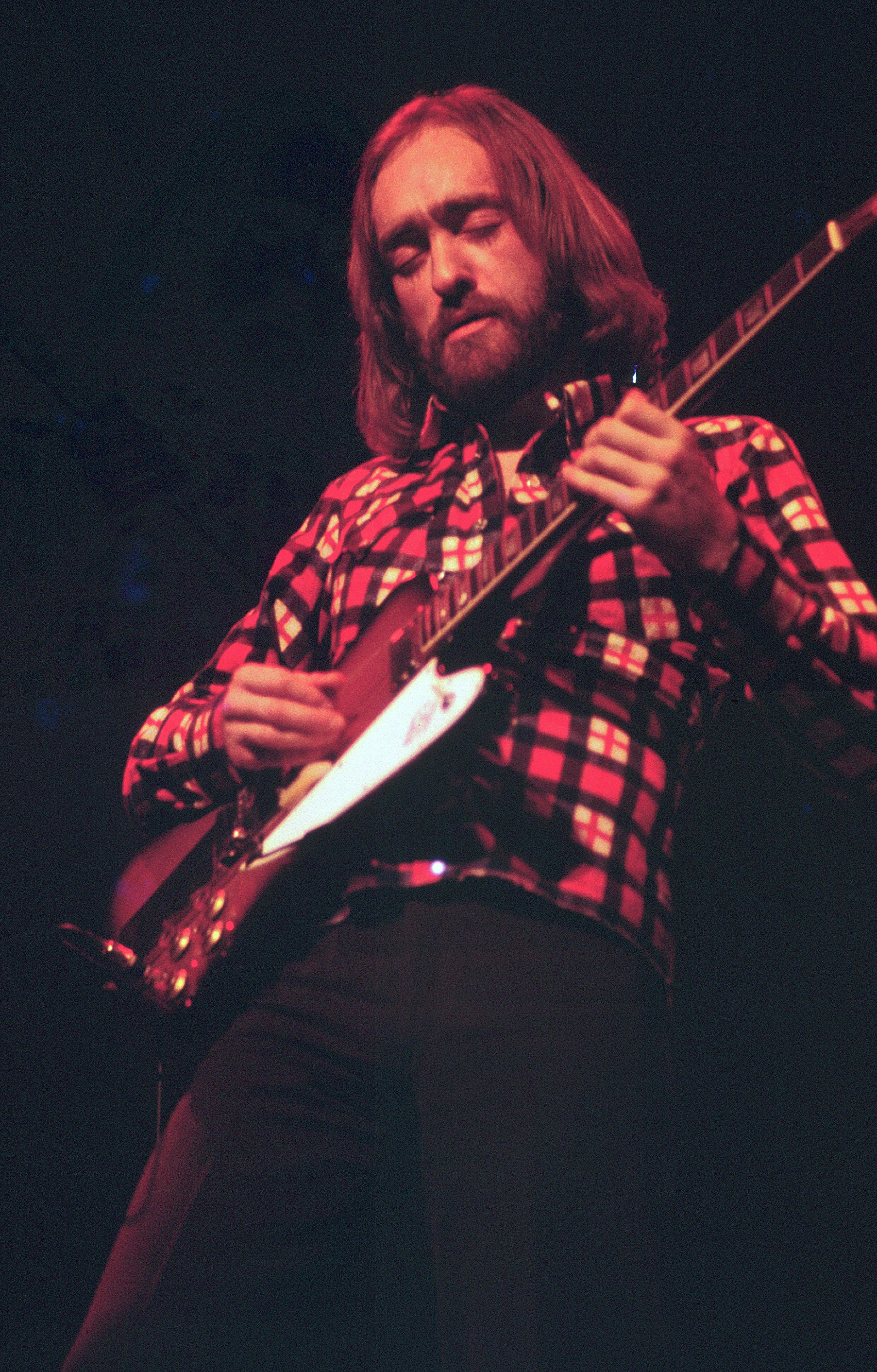
Dave Mason (* 1946)

- Mason, David Marshall (1865–1945), schottischer Politiker
- Mason, Dennis (1916–1996), britischer Vizeadmiral
- Mason, Desmond (* 1977), US-amerikanischer Basketballspieler
- Mason, Donald, US-amerikanischer Basketballspieler
- Mason, Doug (* 1955), kanadisch-niederländischer Eishockeyspieler und -trainer
- Mason, Douglas R. (1918–2013), britischer Science-Fiction-Autor
- Mason, Edward Sagendorph (1899–1992), US-amerikanischer Volkswirt
- Mason, Emily (1932–2019), US-amerikanische Malerin
- Mason, Emma (* 1986), schottische Badmintonspielerin
- Mason, Fernando (* 1945), italienischer Ordensgeistlicher und römisch-katholischer Bischof von Piracicaba in Brasilien
- Mason, Francis (1799–1874), amerikanischer Missionar und Naturalist
- Mason, Gary (1962–2011), britischer Boxer
- Mason, Geoffrey (1902–1987), US-amerikanischer Bobfahrer
- Mason, George (1725–1792), US-amerikanischer PolitikerGeorge Mason (1725–1792)

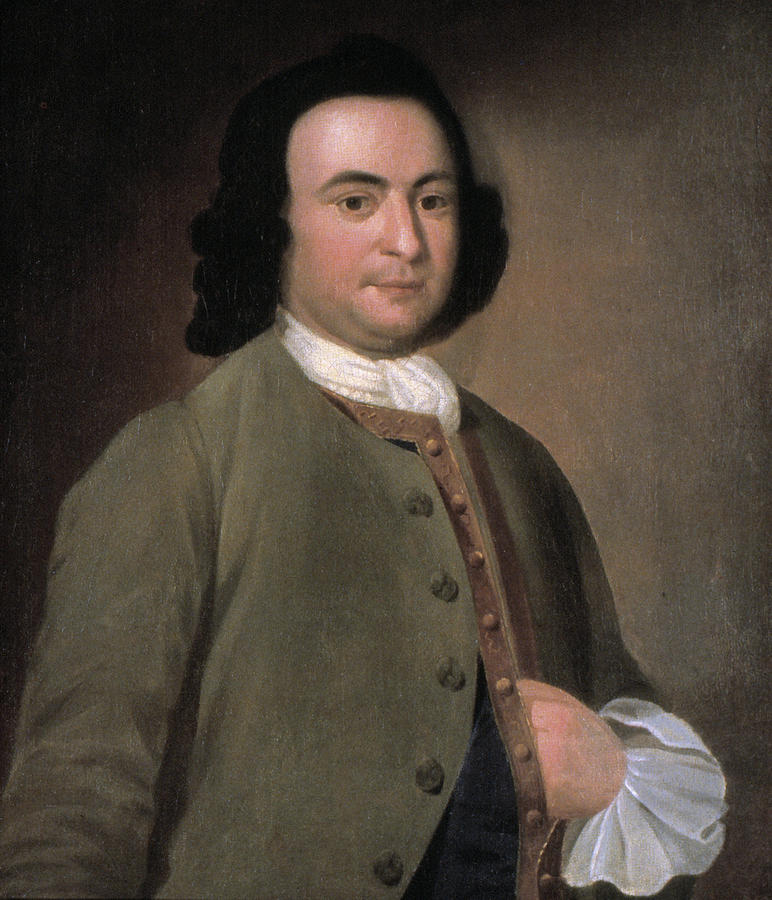
George Mason (1725–1792)

- Mason, George Walter (1891–1954), US-amerikanischer Industrieller
- Mason, Gerald (1877–1951), britischer Lacrossespieler
- Mason, Gerald Fit (1934–2017), US-amerikanischer Straftäter und Polizistenmörder
- Mason, Germaine (1983–2017), britischer Hochspringer jamaikanischer Herkunft
- Mason, Harry H. (1873–1946), US-amerikanischer Politiker
- Mason, Harvey (* 1947), amerikanischer Jazzmusiker
- Mason, Henry, US-amerikanischer Blues- und Jazztrompeter, Kornettist und Arrangeur
- Mason, Henry (* 1974), britischer Theaterschauspieler, Autor und Regisseur
- Mason, Hilary, US-amerikanische Informatikerin und Datenwissenschaftlerin
- Mason, Hilary (1917–2006), britische Schauspielerin
- Mason, J. Alden (1885–1967), US-amerikanischer Archäologe, Anthropologe und Linguist
- Mason, Jackie (1928–2021), US-amerikanischer Schauspieler, Stand-up-Comedian, Synchronsprecher und Rabbiner
- Mason, Jah, jamaikanischer Reggae-Musiker
- Mason, James (1849–1905), irisch-US-amerikanischer Schachspieler
- Mason, James (1909–1984), englischer Film- und TheaterschauspielerJames Mason (1909–1984)

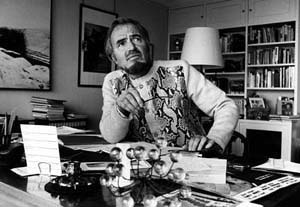
James Mason (1909–1984)

- Mason, James (* 1947), australischer Hockeyspieler
- Mason, James (* 1952), US-amerikanischer Neonazi, Autor und Vordenker der Atomwaffen Division
- Mason, James Brown (1775–1819), US-amerikanischer Politiker
- Mason, James Duke (* 1992), US-amerikanischer LGBT-Aktivist und Schauspieler
- Mason, James Murray (1798–1871), US-amerikanischer Politiker
- Mason, Jeanine (* 1991), US-amerikanische Schauspielerin und Tänzerin
- Mason, Jeremiah (1768–1848), US-amerikanischer Politiker
- Mason, Jim (1871–1951), englischer Fußballspieler und -schiedsrichter
- Mason, Joel (1912–1995), US-amerikanischer American-Football-Spieler und Basketballtrainer
- Mason, John (1586–1635), englischer Soldat und Kartograf
- Mason, John (1923–2015), britischer Meteorologe
- Mason, John (* 1957), schottischer Politiker (SNP), Mitglied des House of Commons
- Mason, John Calvin (1802–1865), US-amerikanischer Politiker
- Mason, John Kenyon French (1919–2017), britischer Pathologe, Gerichtsmediziner und Rechtswissenschaftler
- Mason, John Thomson (1787–1850), US-amerikanischer Politiker
- Mason, John Thomson Jr. (1815–1873), US-amerikanischer Jurist und Politiker (Demokratische Partei)
- Mason, John Y. (1799–1859), US-amerikanischer Jurist, Marine- und Justizminister
- Mason, Jonathan (1756–1831), US-amerikanischer Politiker (Föderalistische Partei)
- Mason, Jordan (* 1999), US-amerikanischer American-Football-Spieler
- Mason, Joseph (1828–1914), US-amerikanischer Jurist und Politiker
- Mason, Jumarcus, US-amerikanischer Schauspieler
- Mason, Laurence, US-amerikanischer SchauspielerLaurence Mason

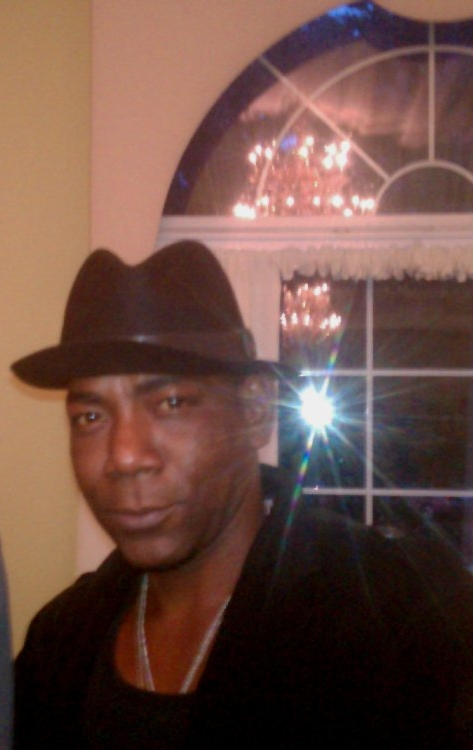
Laurence Mason

- Mason, Lee (* 1971), englischer Fußballschiedsrichter
- Mason, Lowell (1792–1872), US-amerikanischer Komponist und Musikpädagoge, Reformer der Kirchen- und Schulmusik
- Mason, Luther Whiting (1818–1896), US-amerikanischer Musikpädagoge
- Mason, Madelon (1921–2011), US-amerikanisches Model
- Mason, Makai (* 1995), deutsch-amerikanischer Basketballspieler
- Mason, Marilyn (1925–2019), US-amerikanische Organistin und Musikpädagogin
- Mason, Marsha (* 1942), US-amerikanische Schauspielerin
- Mason, Max (1877–1961), US-amerikanischer Mathematiker und Physiker
- Mason, Mercedes (* 1982), schwedisch-US-amerikanische SchauspielerinMercedes Mason (* 1982)

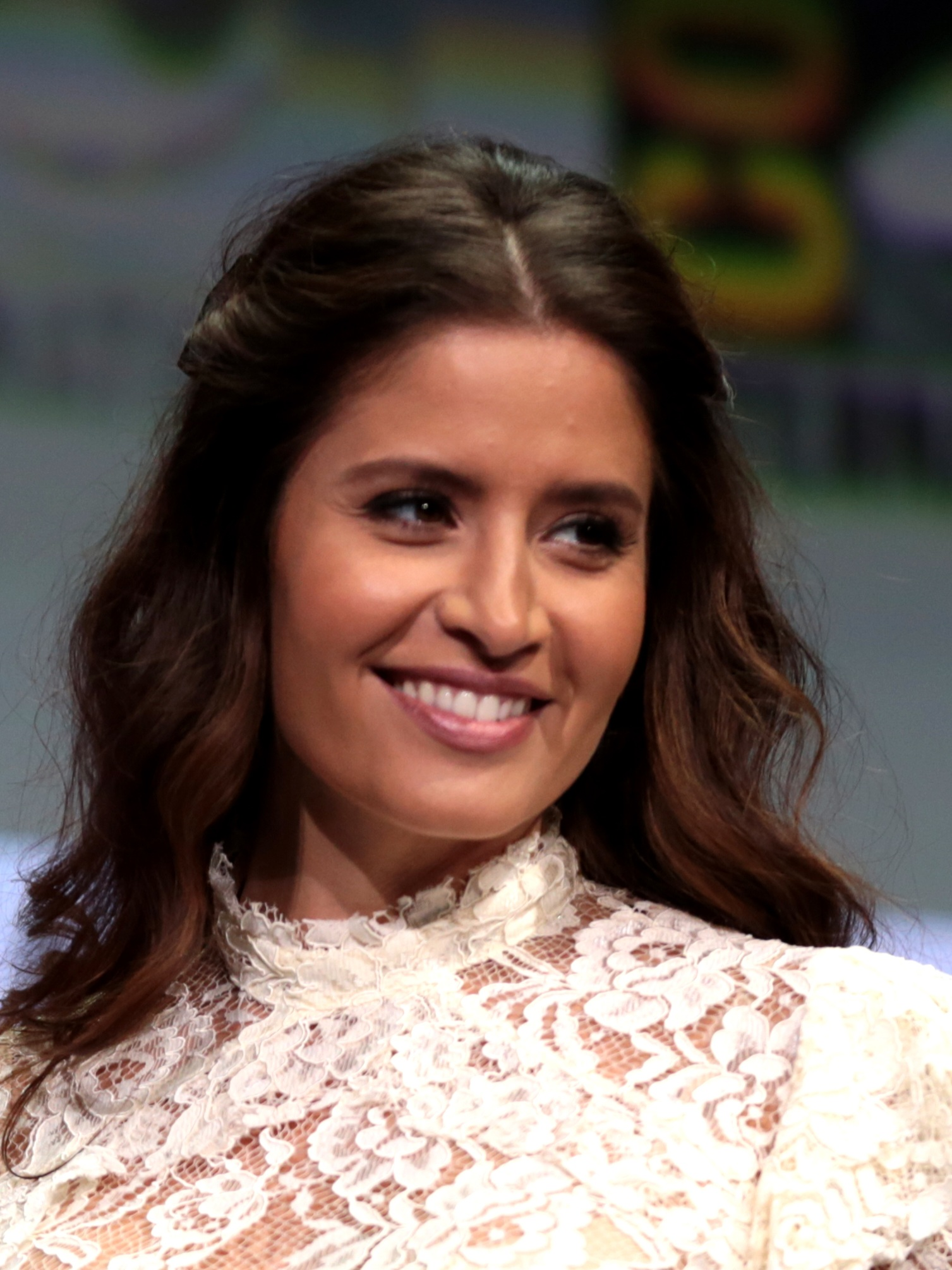
Mercedes Mason (* 1982)

- Mason, Michael (* 1971), US-amerikanischer Fußballspieler
- Mason, Michael (* 1986), kanadischer Hochspringer
- Mason, Morris Odell (1954–1985), US-amerikanischer Mörder
- Mason, Moses (1789–1866), US-amerikanischer Politiker
- Mason, Nelson (* 1987), kanadischer Automobilrennfahrer
- Mason, Newton Henry (1918–1942), US-amerikanischer Marineangehöriger im Zweiten Weltkrieg
- Mason, Nick (* 1944), britischer Schlagzeuger, Gründungsmitglied von Pink Floyd
- Mason, Nicky, englischer Tischtennisspieler
- Mason, Noah M. (1882–1965), US-amerikanischer Politiker
- Mason, Norman (1895–1971), US-amerikanischer Jazz-Musiker
- Mason, Paul (1904–1978), britischer Diplomat
- Mason, Paul (* 1960), britischer Publizist, Hochschullehrer, Wirtschaftsjournalist, Fernsehmoderator und BuchautorPaul Mason (* 1960)

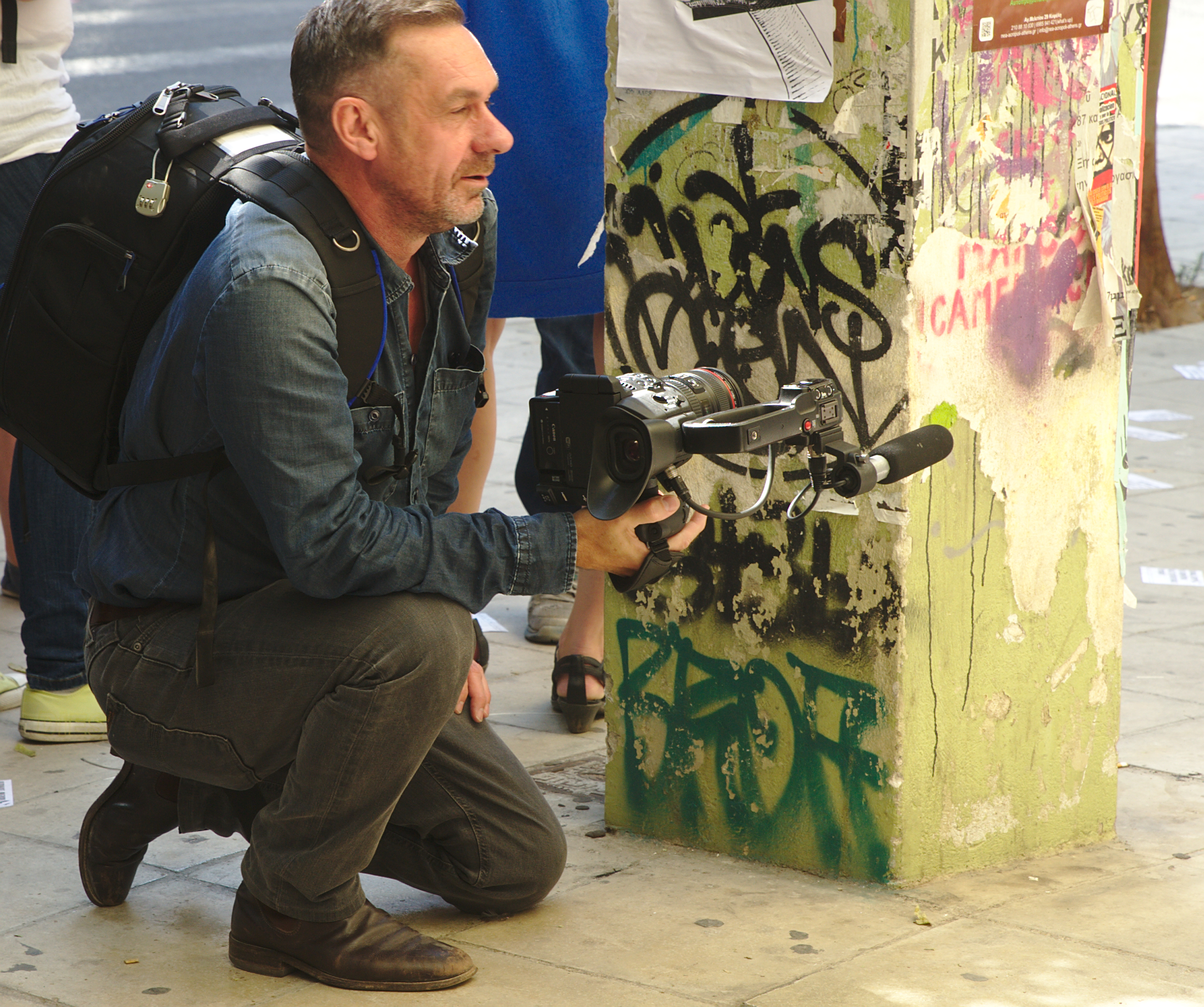
Paul Mason (* 1960)

- Mason, Paul (* 1962), britischer Geistlicher, römisch-katholischer Militärbischof von Großbritannien
- Mason, Phil (1940–2014), britischer Jazzmusiker
- Mason, Philip (1906–1999), englischer Beamter und Autor
- Mason, R. A. K. (1905–1971), neuseeländischer Dichter, Dramatiker, Journalist, Gewerkschafter und politischer Aktivist
- Mason, Rex (1885–1975), neuseeländischer Politiker
- Mason, Richard (1919–1997), britischer Schriftsteller
- Mason, Richard Barnes (1797–1850), Militärgouverneur von Kalifornien
- Mason, Rod (1940–2017), britischer Jazzmusiker
- Mason, Roger (* 1980), US-amerikanischer Basketballspieler
- Mason, Roswell B. (1805–1892), US-amerikanischer Politiker
- Mason, Roy (1924–2015), britischer Politiker (Labour Party), Mitglied des House of Commons
- Mason, Ruth (1913–1990), neuseeländische Botanikerin
- Mason, Ryan (* 1991), englischer Fußballspieler
- Mason, Samson (1793–1869), US-amerikanischer Jurist und Politiker
- Mason, Samuel Jefferson (1921–1974), US-amerikanischer Elektroingenieur
- Mason, Sandra (* 1949), barbadische Juristin und Politikerin
- Mason, Sarah Y. (1896–1980), US-amerikanische Drehbuchautorin
- Mason, Sean (* 1998), US-amerikanischer Jazzmusiker (Piano)
- Mason, Shaq (* 1993), US-amerikanischer American-Football-Spieler
- Mason, Shirley (1900–1979), US-amerikanische Stummfilmschauspielerin
- Mason, Simon (* 1962), englischer Autor von Jugend- und ErwachsenenliteraturSimon Mason (* 1962)

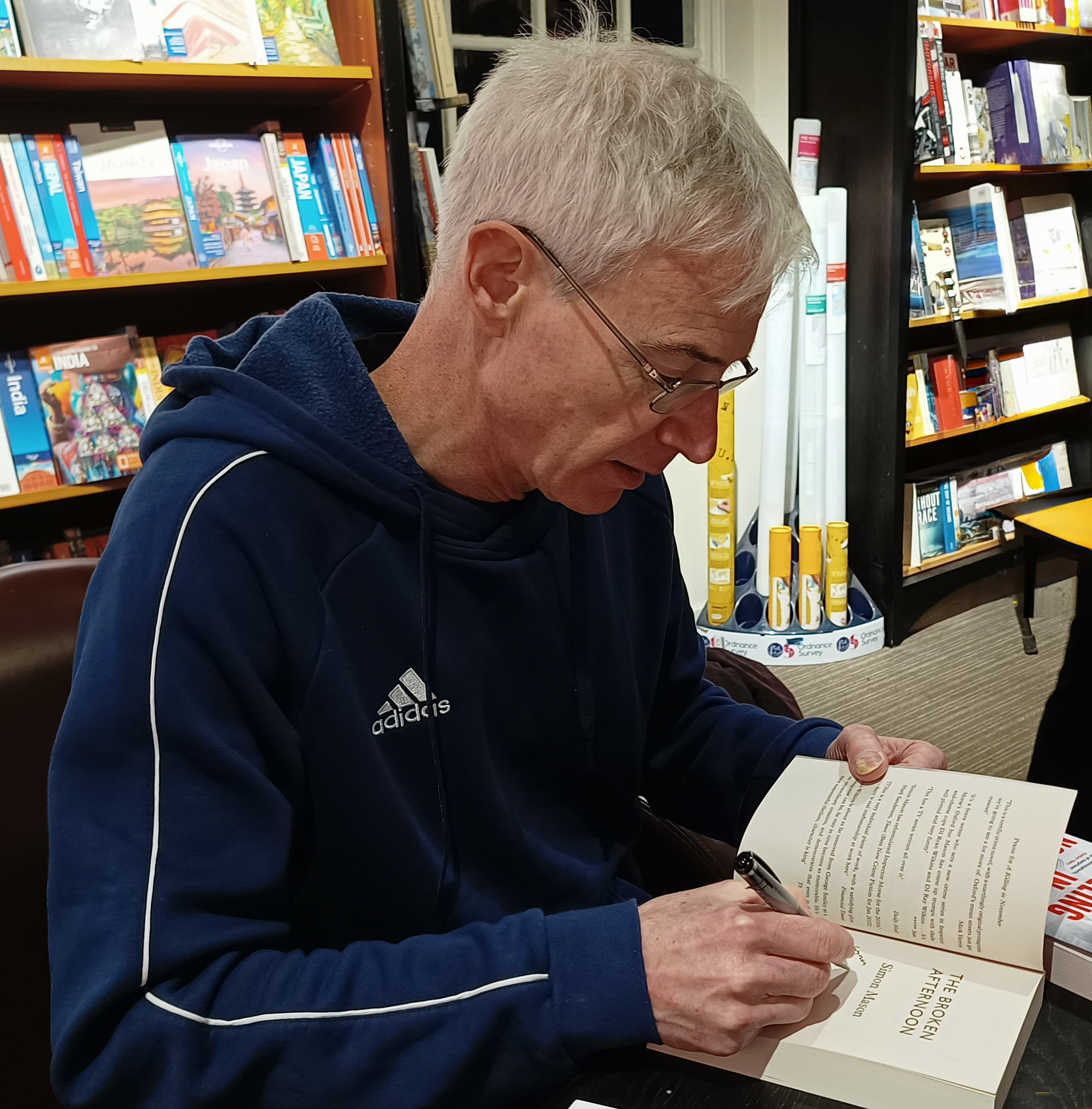
Simon Mason (* 1962)

- Mason, Stephen (1923–2007), britischer Chemiker und Wissenschaftshistoriker
- Mason, Steve (* 1961), britischer DJ
- Mason, Steve (* 1988), niederländisch-kanadischer Eishockeyspieler
- Mason, Steve (* 1988), kanadischer Eishockeytorwart
- Mason, Stevens (1811–1843), US-amerikanischer Politiker
- Mason, Stevens Thomson (1760–1803), US-amerikanischer Politiker
- Mason, Timothy (1940–1990), britischer Historiker
- Mason, Vanessa (* 1976), deutsch-US-amerikanische Sängerin und Tänzerin
- Mason, Wesley (* 1941), britischer Radrennfahrer
- Mason, William (1786–1860), US-amerikanischer Arzt und Politiker
- Mason, William (1829–1908), US-amerikanischer Pianist, Komponist und Musikpädagoge
- Mason, William (* 1947), englischer Opernsänger (Bass)
- Mason, William E. (1850–1921), US-amerikanischer Politiker
- Mason-MacFarlane, Noel (1889–1953), britischer Offizier und Verwaltungsbeamter
- Masondo, Amos (* 1953), südafrikanischer Politiker
- Masondole, Simon Chibuga (* 1972), tansanischer Geistlicher, römisch-katholischer Bischof von Bunda
- Masone, Fernando (1936–2003), italienischer Polizeichef
- Masong, Agapius (* 1960), tansanischer Marathonläufer
- Masoni, Bruno (* 1893), Schweizer Radrennfahrer
- Masoni, Franco (* 1928), Schweizer Rechtsanwalt und Politiker (FDP)
- Masoni, Marina (* 1958), Schweizer Rechtsanwältin und Politikerin (FDP)

### Masoo
- Masood, Khalid (1964–2017), britischer Islamist
- Masood, Shan (* 1989), pakistanischer Cricketspieler

### Masop
- Masopha († 1899), Chief der Basotho
- Masopust, Josef (1931–2015), tschechoslowakischer bzw. tschechischer Fußballspieler und -trainerJosef Masopust (1931–2015)

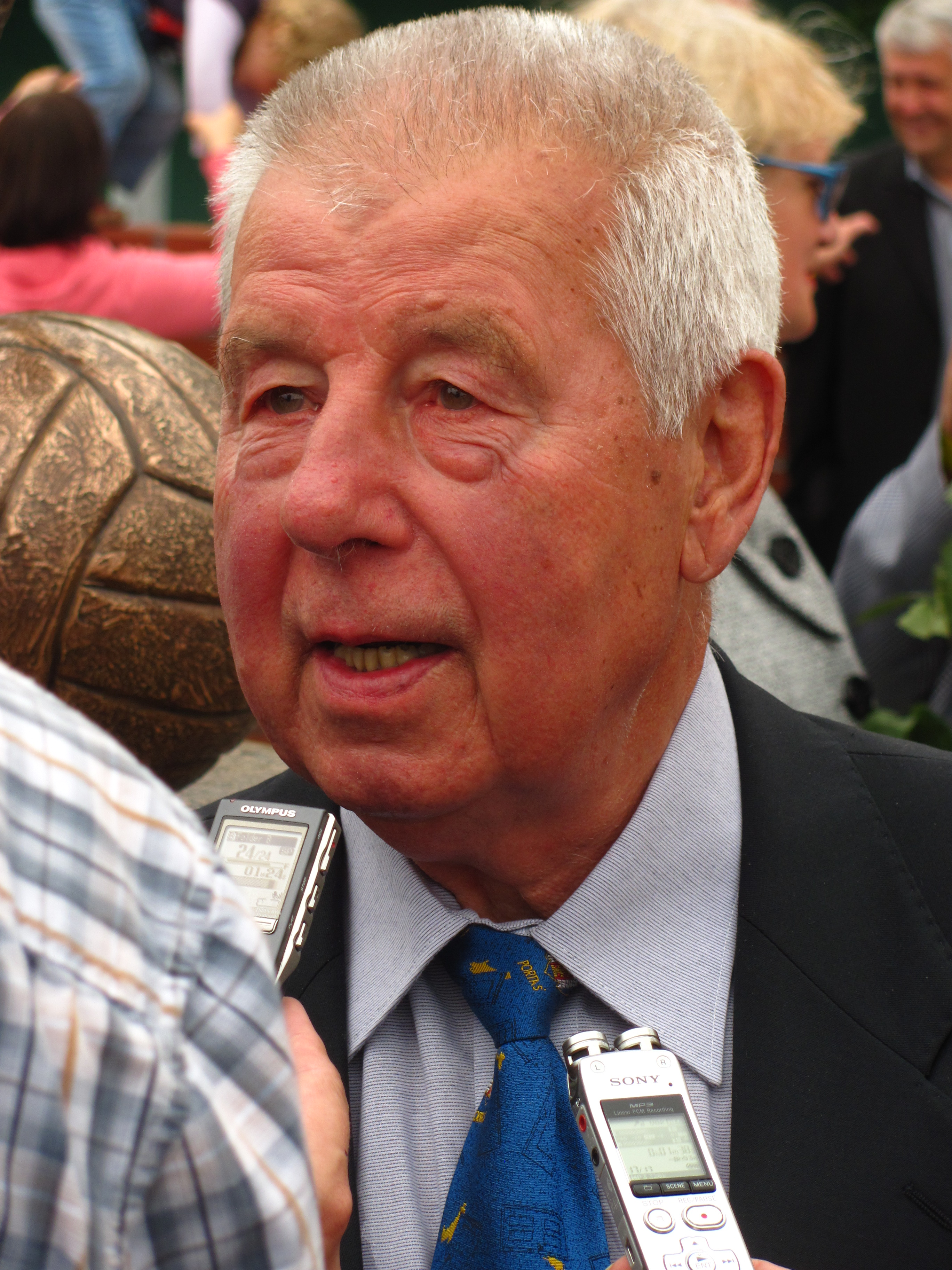
Josef Masopust (1931–2015)

- Masopust, Karel (1942–2019), tschechoslowakischer Eishockeyspieler
- Masopust, Lukáš (* 1993), tschechischer Fußballspieler

### Masot
- Masotta, Oscar (1930–1979), argentinischer Autor, Psychoanalytiker, Kunstkritiker und Happeningkünstler
- Masotti, Baptiste (* 1995), französischer Squashspieler
- Masotti, Egisto (* 1944), italienischer Amateurastronom und Asteroidenentdecker
- Masotti, Fabio (* 1974), italienischer Radrennfahrer
- Masotti, Giulia († 1701), italienische Opernsängerin
- Masotti, Ignazio (1817–1888), italienischer Kurienkardinal
- Masotti, Roberto (1947–2022), italienischer Fotograf (Jazz, Klassische Musik, Theater)

### Masou
- Masoud, Mohamed (* 1984), ägyptischer Gewichtheber
- Masouka, Alena (* 1967), belarussische Langstreckenläuferin
- Masoumi Valadi, Fardin (* 1977), iranischer Ringer
- Masouras, Georgios (* 1994), griechischer Fußballspieler
- Masouris, Stamatios, griechischer Leichtathlet
- Masourou, Emmanouela (* 1996), griechische Para-Judoka

### Masov
- Mašović, Alen (* 1994), serbischer Fußballspieler
- Mašović, Erhan (* 1998), serbischer FußballspielerErhan Mašović (* 1998)

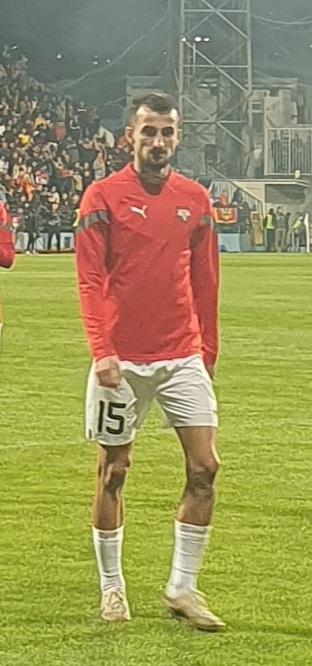
Erhan Mašović (* 1998)

### Masow
- Masowezkaja, Swetlana Issaakowna (1925–2014), sowjetische bzw. israelische Schauspielerin, Synchronsprecherin, Schauspiellehrerin und Radiosprecherin